# Morti nel 1068
| Questa pagina contiene informazioni ricavate automaticamente dalle voci biografiche con l'ausilio del template Bio e di un bot. L'aggiornamento è periodico e automatico e ricostruisce completamente la pagina. Se manca una persona in questa lista, sei pregato di non aggiungerla, ma accertati piuttosto che la sua voce biografica contenga il template Bio e che i dati anagrafici siano correttamente compilati. Se il template Bio manca, inseriscilo tu stesso o, in alternativa, metti l'avviso {{tmp\|Bio}} che ne segnala la mancanza. Se i dati riportati sono sbagliati, correggi direttamente la voce biografica; le modifiche saranno visibili in questa lista entro pochi giorni. Per chiarimenti vedi il progetto biografie. La lista contiene solo le 8 persone che sono citate nell'enciclopedia e per le quali è stato implementato correttamente il template Bio. Pagina aggiornata al 18 mag 2025. |

- 11 gennaio - Egberto I di Meißen, tedesco
- 22 maggio - Go-Reizei, imperatore giapponese (n. 1025)
- 1º giugno - Enecone di Oña, abate spagnolo
- Agnese di Borgogna, contessa
- Argiro, generale italiano
- Eadnoth lo Stalliere, nobile anglosassone
- Goffredo di Taranto, militare italiano
- Raimondo di Cerdanya, conte